# Marylebone
Marylebone (wymowaⓘ, także Saint Marylebone) – zamożna dzielnica mieszkalno-handlowa w środkowym Londynie, położona na terenie gminy City of Westminster. Przybliżone granice dzielnicy stanowią ulice Oxford Street na południu, Edgware Road na zachodzie, Marylebone Road na północy oraz Great Portland Street na wschodzie.
Na terenie dzielnicy znajduje się Królewska Akademia Muzyczna, muzeum sztuki Wallace Collection, Muzeum Figur Woskowych Madame Tussaud, muzeum Sherlocka Holmesa (bohater powieści Doyle’a mieszkał w Marylebone przy Baker Street), Broadcasting House będący siedzibą BBC, dom towarowy Selfridges, a także kilka ambasad (w tym polska). 
W średniowieczu ziemia ta była własnością opactwa Barking. Nazwa dzielnicy pochodzi od istniejącego tutaj ówcześnie kościoła St. Mary-by-the-Bourne (św. Marii nad strumieniem). W XVI wieku teren został skonfiskowany przez króla Henryka VIII i przekształcony w park królewski. Na jego obszarze wzniesiono dworek myśliwski, który spłonął w 1791. W połowie XVII wieku z części posiadłości utworzono ogrody Marylebone Gardens, istniejące do 1778. Zabudowa dzielnicy rozpoczęła się w XVIII wieku i trwała do początków XX wieku.
Wokół dzielnicy rozlokowanych jest dziewięć stacji metra – Baker Street, Bond Street, Edgware Road (Bakerloo), Edgware Road (Circle), Great Portland Street, Marble Arch, Marylebone (połączona z dworcem kolejowym Marylebone), Oxford Circus oraz Regent’s Park. 
Na zachód od Marylebone znajduje się dzielnica Paddington, na północ Lisson Grove oraz Regent’s Park, na wschód Fitzrovia a na południe Mayfair.